# Austrotaxus spicata
Austrotaxus spicata là một loài thực vật hạt trần trong họ Taxaceae. Loài này được Compton mô tả khoa học đầu tiên năm 1922.